# Sabrina Van Tassel
Sabrina Van Tassel est une journaliste et réalisatrice franco-américaine née à Neuilly-sur-Seine en 1975.

## Biographie
Journaliste, Sabrina Van Tassel a réalisé des documentaires pour la télévision. Son long métrage La Cité muette, consacré au Camp de Drancy, est sorti en 2015.

## Filmographie partielle

### Réalisatrice
- 2002 : Oya isola (court métrage)
- 2004 : Mariées pour le pire
- 2008 : La Tribu de Rivka (court métrage)
- 2010 : Soldats perdus de Tsahal (court métrage)
- 2015 : La Cité muette
- 2017 : Women On Death Row (court métrage)
- 2018 : Enfants en danger (Film Documentaire)
- 2020 : The State of Texas vs. Melissa[3]

### Actrice
- 1996 : Coup de vice de Patrick Levy
- 1997 : La Vérité si je mens ! de Thomas Gilou : Muriel
- 1999 : Les Parasites de Philippe de Chauveron : Coralie
- 2001 : La Vérité si je mens ! 2 de Thomas Gilou : Muriel
- 2001 : Two Days, Nine Lives de Simon Monjack